# Waipa (rivière)

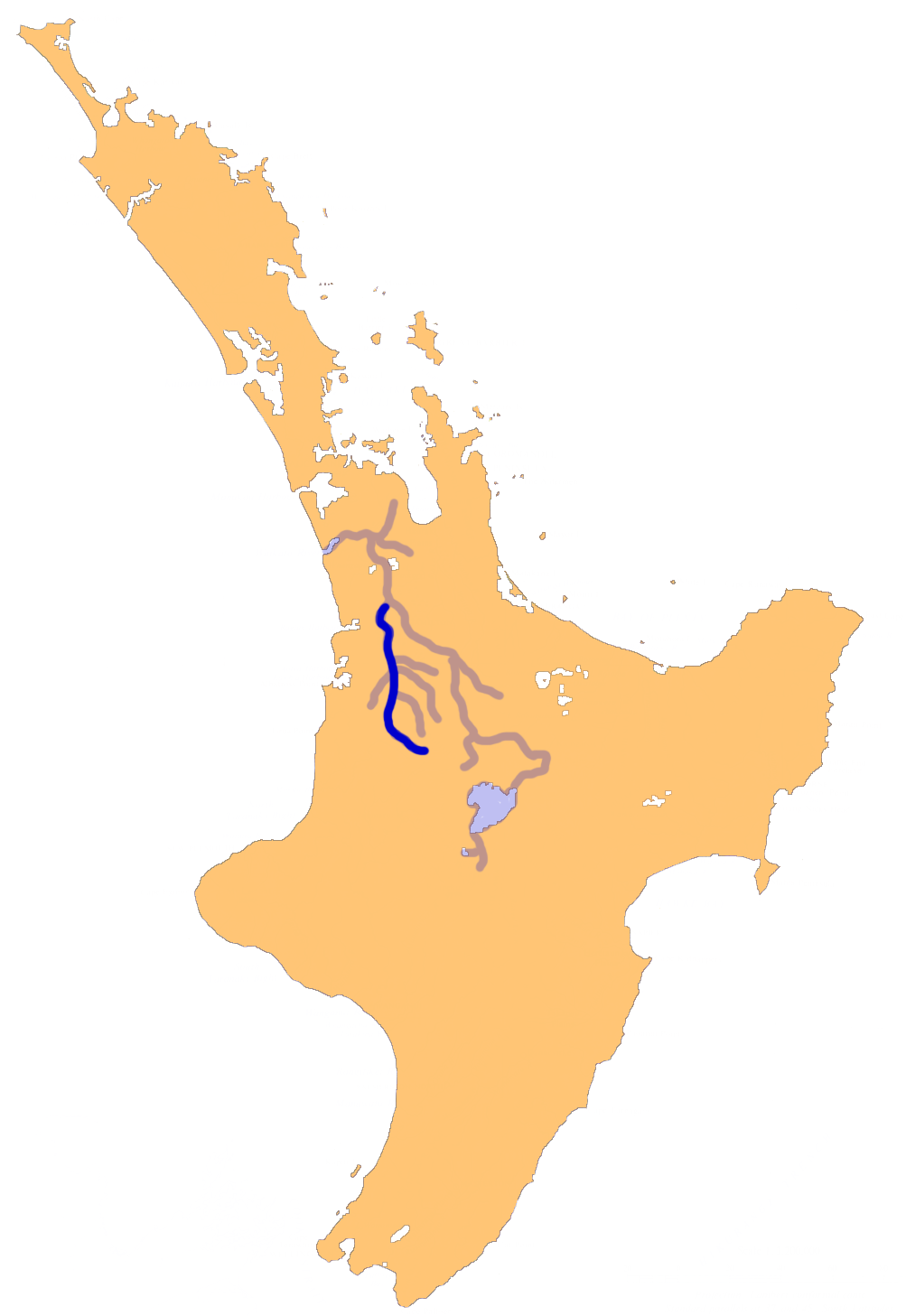
La rivière Waipa – L’affluent le plus important du fleuve Waikato

La rivière Waipa (en anglais : Waipa River) est un cours d'eau situé dans la région de Waikato dans l’île du Nord de la Nouvelle-Zélande.

## Géographie
Sa source est située dans la chaîne de Rangitoto (en) à l’est de la ville de Te Kuiti. Elle s’écoule vers le nord sur 115 km, passant à travers la ville d’Otorohanga et celle de Pirongia, avant de rejoindre le fleuve Waikato au niveau de la ville de Ngāruawāhia (en). C‘est l’affluent le plus important du Waikato.

## Trafic Fluvial
Sur plus de 50 km, la rivière était navigable en waka et la ville de Pirongia (Alexandra) était très active comme tête de pont de la navigation des bateaux à vapeur jusqu’à la construction de la voie de chemin de fer allant vers Te Awamutu dans les années 1880.
Toutefois en 1915, un guide touristique notait encore que « des petits bateaux à vapeur montent et descendent la rivière à partir de la ville de Huntly ».
Un article de 1881 disait qu’un voyage en amont de la rivière pouvait prendre normalement  36 heures, mais beaucoup plus par temps humide, quand les rapides au niveau de Whatawhata et de Te Rore étaient difficiles à franchir.

## Flore et faune
À sa source, en amont de Otorohanga, la rivière peut être très claire durant les périodes de basses eaux. Cette section de la rivière s’écoule dans une zone de terres agricoles très rudes et comportant encore des taches de bush natif. Dans la partie la plus limpide de la rivière, il peut y avoir de bonnes prises de truites pour la pêche à la mouche mais il faut demander la permission au propriétaire du champ pour accéder à la rivière.

## Économie
La rivière Waipa est utilisable pour le flottage du bois dans sa partie inférieure dans la mesure où le débit peut atteindre cent fois sa valeur (de 20 à 560 m3/s), et le niveau peut monter de onze mètres par rapport à celui des basses eaux.

## Pollution
Le Waikato Regional Council fait des mesures mensuelles de la pollution de l’eau (voir l'article : Pollution de l'eau en Nouvelle-Zélande (en)) au niveau de cinq sites allant de Mangaokewa à Whatawhata.
Ces mesures montrent la faible qualité de l’eau le long de la plus grande partie du cours de la rivière avec des excès d’azote, de limon et de phosphore, bien que le niveau d’E. coli se soit amélioré avec la mise en place du traitement des eaux usées, même si en général la qualité de l’eau n’est pas suffisante pour la baignade.
Le niveau de l’azote a augmenté au niveau des cinq sites surveillés entre 1993 et 2012 du fait de l’impact environnemental de l’élevage laitier avec l'intensification de l’usage des terres.
Les graphiques du Ministère de l’ Environnement montrent qu’en moyenne entre 1998 et 2007, la rivière Waipa au niveau d’Otorohanga avait un taux de 280 E.coli par 100 ml (soit un classement au 53e rang sur 154 cours d’eau testés), de 360 coliformes par 100 ml (soit le 83e sur 252), 0,55 mg/litre d’azote marqueur de l’impact anthropique sur le cycle de l'azote) (soit le 161e sur 342) et 0,03 mg/litre de phosphore dissout (soit au 187e rang sur 361 sites).
Au niveau de la ville de Pirongia les valeurs étaient de 390 E.coli par 100 ml (35e sur 154), de 425 coliformes fécaux par 100 ml (64e sur 252), de 0,49 mg/litre d’azote (174e sur 342) et de 0,06 mg/litre de phosphore (80e sur 361).
Au niveau de la ville de Whatawhata les valeurs étaient de 0,92 mg/litre d’azote (94e sur 342) et de 0,06 mg/litre de phosphore (69e sur 361).
Dans le torrent Mangaokewa : 0,02 mg/litre de phosphore (237e sur 361).

## Ponts

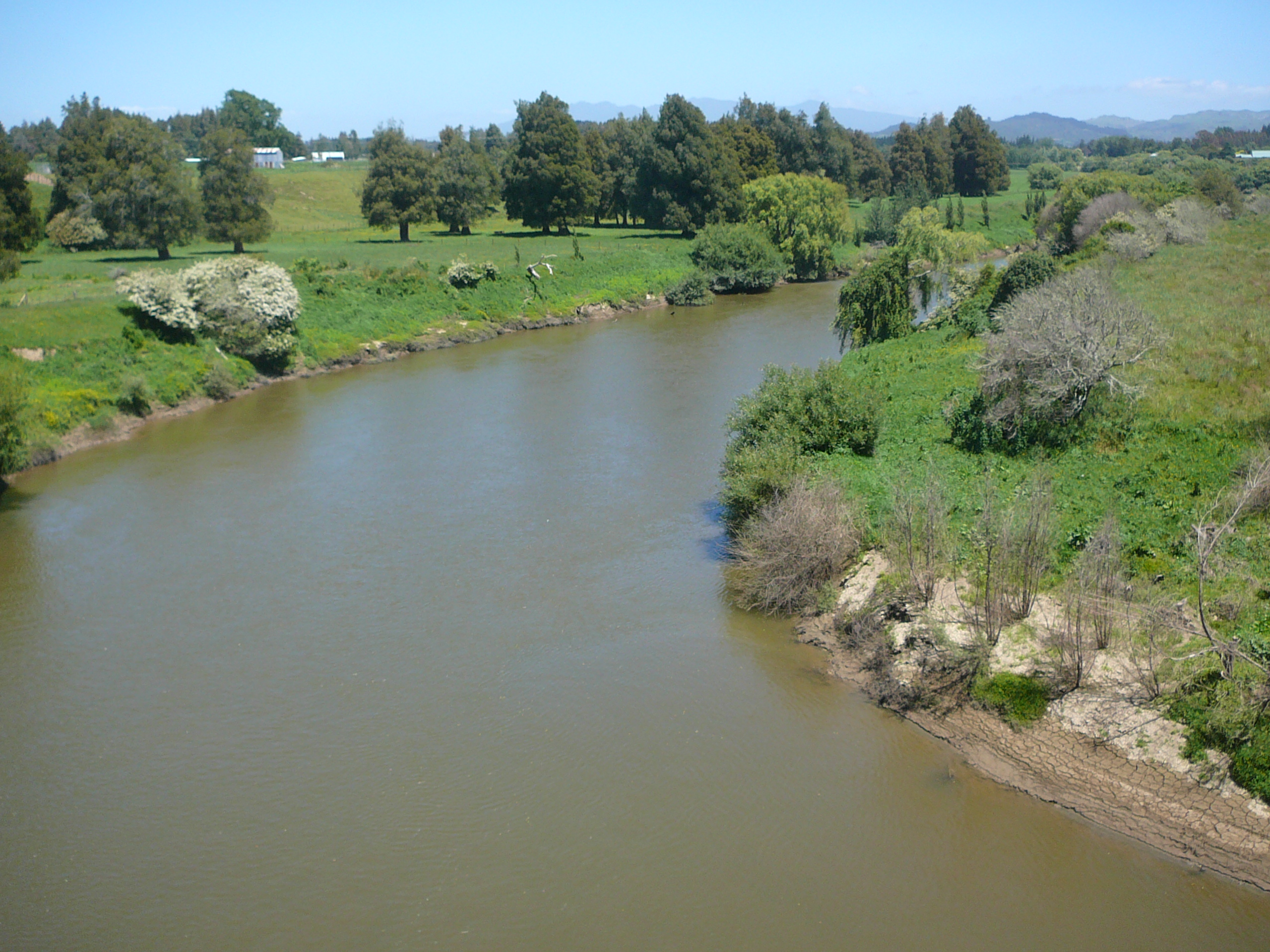
En regardant vers le sud à partir du pont de Whatawhata

Les ponts listés à partir de la confluence avec le fleuve Waikato et en remontant vers la source sont :
- Pont de Ngaruawahia ouvert en 1898 ; il s’est effondré sous le passage d’un troupeau de bétail le 20 décembre 1916 [9]      et fut ensuite reconstruit en 1918[10]. Les ponts furent précédés en 1887 par un bac fournit par le gouvernement[11] ;
- Pont de chemin de fer de la Waipa Railway and Coal Co. (en) de 1914 à 1958, de 70 pieds (21,336 m) de long[12] ;
- Pont de Whatawhata datant de 20 avril 1881, de 520 pieds (158,496 m) de long, initialement avec une structure en bois, de 15 pieds au-dessus du niveau des hautes eaux[13] constitué de deux portées de 80 pieds (24,384 m), sept portées de 40 pieds (12,192 m) et quatre portées de  20 pieds (6,096 m), et qui avait coûté 3 700 £. Des réparations ont été faites en 1909, mais il était en état médiocre nécessitant à nouveau des réparations en 1917. Pour un montant de 11 250 £, un nouveau pont plus solide fut construit par-dessus en 1924[1]. Le pont en béton actuel, qui est situé un peu au sud du site original, fut présenté en 1974 dans l’édition de la carte à l’échelle 1 inch Lands & Survey map, mais n’était pas sur la carte de 1965 (3e édition) ;

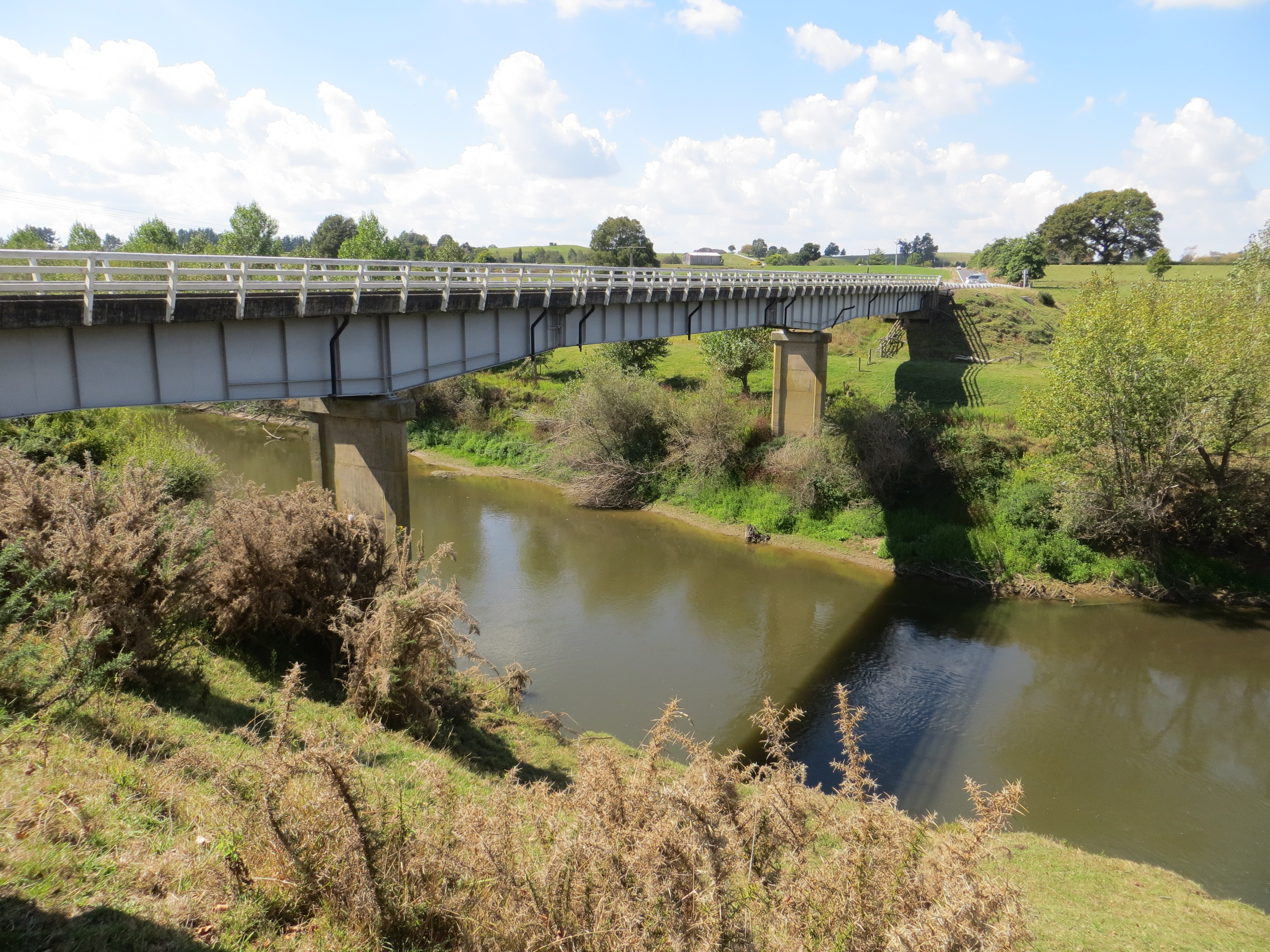
Le pont de Te Rore à partir du sud

- Pont Te Rore de 12 août 1881 de 400 pieds (121,92 m) de long remplacé en 1957[14] ;
- Pont Alexandra de 1865, Baffin St, Pirongia, initialement construit par l’armée[15] puis pont Alexandra de 1882, McClure St, Whatawhatahoe, Pirongia. Mr. Wright en tant que superintendant, a contrôlé la construction du pont Alexandra, au-dessus de la rivière Waipa, pour donner accès à la nouvelle ville du chef Tāwhiao : Whatawhatahoe (voir map), qui devait, dans le même temps, servir de voie principale permettant l’accès du  King country. Il consiste en six travées de 24 pieds (7,3152 m), et trois fermes de 40 pieds (12,192 m), pour une longueur totale de 264 pieds (80,4672 m), une hauteur de 42 pieds (12,8016 m) au-dessus du niveau habituel de la rivière. L’approche et environ un mile de route et un important ponceau ont été construits par Mr. Wright, avec l’aide des Maoris. L’ensemble a été terminé pour un coût d'environ 1 800 £"[16].Il y avait un projet pour le remplacer en 1939[17] ;
- Pont routier de Te Kawa Road de 1915, long de 340 pieds et de 40 pieds de haut[18] ;
- Pont de Kawhia Road, Otorohanga ;
- Pont de chemin de fer de Maniapoto St, Otorohanga photo vers 1910 ;
- Pont de la ligne principale de l'île du Nord (en) de 1887 ;
- Pont Toa, Otewa Road de 1928[19].